# Briar Schwaller-Hürlimann
Briar Schwaller-Hürlimann (Zug, 30 de septiembre de 1993) es una deportista suiza que compite en curling.
Ganó una medalla de oro en el Campeonato Mundial de Curling Femenino de 2023 y una medalla de plata en el Campeonato Europeo de Curling Femenino de 2022.

## Palmarés internacional
| Campeonato Mundial | Campeonato Mundial | Campeonato Mundial | Campeonato Mundial |
| Año                | Lugar              | Medalla            | Prueba             |
| ------------------ | ------------------ | ------------------ | ------------------ |
| 2023               | Sandviken (Suecia) | Medalla de oro     | Equipo             |
| Campeonato Europeo |                    |                    |                    |
| Año                | Lugar              | Medalla            | Prueba             |
| 2022               | Östersund (Suecia) | Medalla de plata   | Equipo             |